# Bani Wanif
Bani Wanif (ar. ﺑﻨﻰ و ﻧﻴﻒ, fr. Béni Ounif) – miasto w północnej Algierii, w prowincji Baszszar.